# Йерг, Иосиф Эдмунд
Иосиф Эдмунд Йерг (нем. Josef Edmund Jörg; 23 декабря 1819 — 18 ноября 1901) — один из вождей ультрамонтанской партии в Баварии.
Его работы: «Geschichte des grossen Bauernkrieges» (Фрейб., 1850); «Geschichte des Protestantismus in seiner neusten Entwickelung»; «Geschichte d. sozialpolitischen Parteien in Deutschland» (Фрейб., 1867). В 1865 Йерг избран членом баварской палаты депутатов и скоро стал во главе партии «патриотов», то есть ультрамонтанов; составленный им адрес (петиция) способствовал падению первого министра, князе Гогенлоэ (февр. 1870), но Йерг не мог ни добиться вооружённого нейтралитета Баварии в начавшейся Франко-Германской войне, ни воспрепятствовать основанию Германской империи.
В 1875 Йерг редактировал адрес вновь избранной палаты, в котором, в резких выражениях, требовалась смена министерства, всё ещё слишком либерального с точки зрения ультрамонтанов; но король не принял адреса, и министры остались на своих постах. До 1870 Йерг был членом местного парламента, с 1871 по 1878 — членом германского рейхстага, в котором принадлежал к центристам. В 1881 Йерг удалился от общественной деятельности.